# Димитър Кондовски
Димитър Илиев Кондовски (на македонска литературна норма: Димитар Кондовски) е художник, критик и професор към Педагогическата академия в Скопие.

## Биография
Роден е през 1927 година в Прилеп в голямата прилепска фамилия Кондови. Брат е на актрисата и режисьорка Тодорка Кондова-Зафировска. През 1949 година завършва Средно училище по изкуствата в Скопие, а през 1952 година - Академия за художествено изкуство в Белград. Работи като преподавател в гимназия, а след това и в Педагогическата академия в Скопие. При основаването на Академията за изобразително изкуство при Скопския университет става редовен преподавател там. Член на групите „Денес“ и „Мугри“.
Има множество самостоятелни изложби на картини и графики в цяла бивша Югославия и чужбина: Скопие, Белград, Александрия, Дижон, Берлин и други. Автор e на публикации в областта на изобразителното изкуство и критиката. Своят творчески идентитет намира най-вече в сферата на архитектурните изгледи и структури изразени в църковното изобразително изкуство, във фолклора и във всекидневието. Изтъкнат илюстратор на книги.
Кондовски е сред доайените на Дружеството на художниците на Македония в Скопие.
Член на Македонската академия на науките и изкуствата от 1991 година. Носител на множество и награди, между които и най-високата държавна награда на Република Македония „11 октомври“.
Умира през 1993 година в Скопие.